# Parazosmotes borneensis
Parazosmotes borneensis är en skalbaggsart som beskrevs av Stefan von Breuning 1959. Parazosmotes borneensis ingår i släktet Parazosmotes och familjen långhorningar. Inga underarter finns listade i Catalogue of Life.